# Lyra (imię)
Lyra – rzadkie imię żeńskie, imię w języku angielskim oznacza Lutnię, Lirę.